# Edenham
Edenham – wieś w Anglii, w hrabstwie Lincolnshire, w dystrykcie South Kesteven. Leży 51 km na południe od Lincoln i 144 km na północ od Londynu.
W 2001 miejscowość liczyła 292 mieszkańców.